# 囊孔菌属
囊孔菌属（学名：Hirschioporus）是刺革菌目下的一个属。

## 下属物种
本属包括以下物种：
- 异形囊孔菌 Hirschioporus anomalus (Lloyd) Teng
- 紫齿囊孔菌 Hirschioporus purpureus
- 长毛囊孔菌 Hirschioporus versatilis